# Sagina caespitosa
Sagina caespitosa — вид трав'янистих рослин родини Гвоздичні (Caryophyllaceae). Етимологія: лат. caespitosa — «чубатий».

## Опис
Поодинокі багаторічні трави, які утворюють невеликі, щільні килимки до 5 см в діаметрі. Вертикальне кореневище нижче рівня землі розгалужується, охоплюючи кількарічне засохле листя; кожне відгалуження закінчується щільною розеткою на рівні землі. Кожна розетка потенційно з одним квітучим стеблом, 0.5–2 см заввишки, в основному з двома парами стеблових листків. Листки супротивні, (3)4–5 мм, лінійні або дуже вузько ланцетні, листова пластинка з видними серединними жилами з загостреними верхівками. Квітучі пагони з одною квіткою. Квіти радіально симетричні з (4)5 вільними чашолистками і пелюстками. Чашолистки 1.5–2.5 × 0.8–1.0 мм, широко довгасті і в формі човна, гострі, темно-зелені або з пурпурним відтінком з вузькими прозорими краями. Пелюстки 2.8–3.5 мм, трохи довші за чашолистки, цільні, білі. Тичинок зазвичай 10. Плід — однокамерна коробочка 3–3.5 мм з численним насінням. Насіння коричневе, косо трикутні, 0.5 мм.

## Поширення
Арктична Європа (Ісландія, Норвегія (вкл. Шпіцберген), Швеція), Північна Америка (Гренландія, пн.-сх. Канада).
Населяє вологі піщані й гравійні берегові лінії й краї струмків, вологі мохові місця, сухі кам'янисті пустища, щебенисті згір'я.